# Ligacja

Schemat procesu ligacji

Ligacja (z ang. ligation) – proces łączenia dwóch fragmentów lub końców nici DNA za pomocą ligazy. Proces ligacji wymaga energii w postaci ATP lub NAD (w zależności od ligazy).